# Freudenberg (Landschaftsschutzgebiet)
Das Gebiet Freudenberg ist ein knapp 1700 ha großes Landschaftsschutzgebiet im Gebiet der Städte Freudenberg und Wertheim im Main-Tauber-Kreis in Baden-Württemberg. Es wurde mit Verordnung vom 18. Dezember 1979 ausgewiesen (LSG-Nummer 1.28.005).

## Schutzzweck
Wesentlicher Schutzzweck ist die Erhaltung der Vielfalt und Eigenart der Landschaft als Lebens- und Erholungsraum und Sicherung der Freiflächen im Maintal.